# Amínias

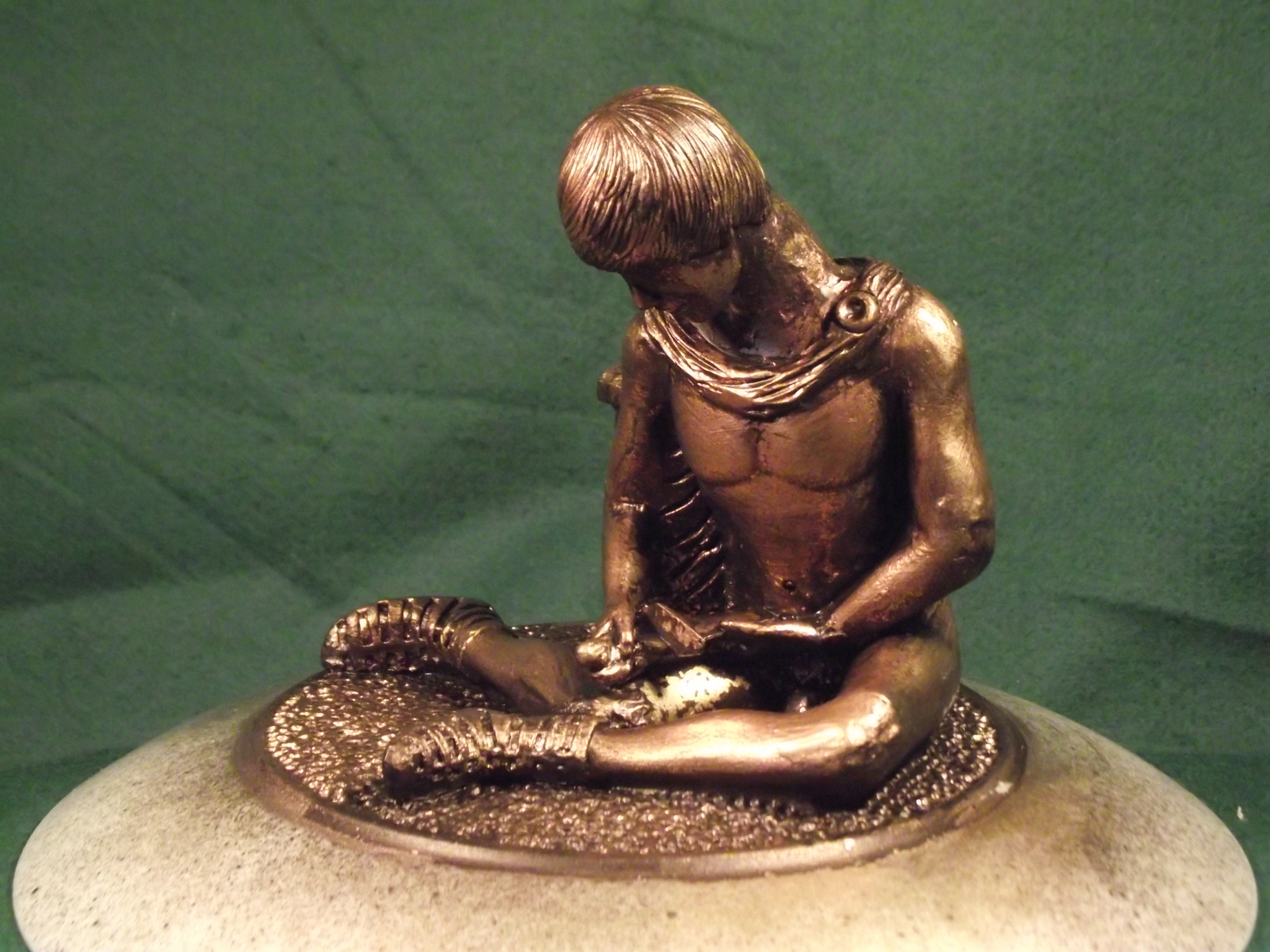
O suicídio de Amínias, escultura de Malcolm Lidbury para o projeto Cornwall LGBT History de 2016.

Na mitologia grega, Amínias foi um jovem que se apaixonou pelo belo caçador beócio Narciso, que já havia rejeitado todos seus pretendentes amorosos.

## Mitologia
Amínias era um jovem apaixonado por Narciso, um caçador vaidoso que se venerava. De acordo com Conão (Narrações, 24), Narciso rejeitou todos seus pretendentes, tanto mulheres bonitas quanto jovens ricos, a ponto de fazê-los desistir de tentar conquistá-lo. Somente Amínias não desistiu, e perseverou em implorar continuamente. Narciso exigiu que ele ficasse longe dele para provar que realmente o amava, mas o rapaz voltou, e pediu-lhe uma prova de amor. Narciso então lhe presenteou com uma espada, e aconselhou-o que se matasse. Amínias, acreditando na palavra de Narciso, perfurou-se diante da porta do jovem. Antes de se suicidar, ele havia rogado à deusa Nêmesis para dar a Narciso uma lição por toda a dor que provocou. A punição concedida foi que Narciso um dia viu seu reflexo num espelho d'água e se apaixonou loucamente por sua própria imagem, mas, incapaz de obter seu objeto de desejo, acabou morrendo lentamente de fome e sede, sendo transformado pelas ninfas em uma flor de narciso. Outros dizem que, em vez disso, ele estava cheio de remorso e julgando ter sofrido um justo castigo por ter insultado o amor de Amínias, decidiu se matar, e do sangue de sua vida agonizante a flor nasceu.

## Representações
Telling Tales, uma série de televisão da BBC, narra o mito de Narciso em um cenário moderno, onde Narciso é um garoto bonito e popular em sua escola e Amínias é seu amigo.